# David Navarro Brugal
David Navarro Brugal, (Esparreguera, 17 de maig de 1983), és un exjugador de bàsquet català. Jugava en la posició d'escorta i destacava per la seva capacitat de salt i encert exterior.

## Trajectòria
Amb una àmplia trajectòria en el bàsquet català, ha militat a Olesa, Manresa i Girona, entre d'altres, David Navarro s'ha foguejat en pràcticament totes les categories del bàsquet espanyol fins a donar el salt definitiu a la lliga ACB. 
Els dos primers anys com a sènior (2001-03) va jugar cedit al Club Bàsquet Olesa, equip vinculat del Bàsquet Manresa que militava a la categoria EBA. La següent temporada (2003-04) se'n va anar cedit a LEB al Melilla Baloncesto on no va aconseguir quallar gaire per la gran quantitat d'estrangers que tenia la plantilla (inclòs l'entrenador). La següent temporada torna a anar cedit, aquest cop a la LEB-2 al Rosalia de Castro on comença a destacar.
La temporada 2005-06 el Bàsquet Manresa sota les ordres de Xavi Garcia el repesca i li fa fitxa amb el primer equip. A mitja temporada hi ha un canvi d'entrenador que li fa perdre protagonisme i torna a anar cedit al Rosalia de Castro de LEB-2.
La temporada 2006-07 juga a LEB-2 en l'equip Gestiberica Vigo i les següents dues temporades (2007-09) en el Caja Rioja, on aconsegueix completar unes bones temporades i té ofertes per jugar a categories superiors.
En l'any 2009-10 fitxa pel Sant Josep de Girona de Ricard Casas i aconsegueix ser un dels jugadors més regulars de l'equip. En la seva segona temporada a l'equip, la 2010-11, quan estava sent la més completa de la seva carrera, situant-se setè en la lluita pel MVP de LEB OR i promitjant 14.9 punts, 3.8 rebots i 2.8 assistències per partit, fitxa pel Power Electronics Valencia com a petició expressa de Svetislav Pesic i l'11 de febrer de 2011 debuta en els quarts de final de la Copa del Rei amb victòria davant el Blancos de Rueda Valladolid aconseguint 3 punts i 2 rebots.
La temporada següent va jugar a Menorca (LEB-Or) on va jugar una temporada tenint un paper molt destacar en l'equip. Després d'assolir l'ascens esportiu, el club va desaparèixer.
Després de la bona temporada, va signar per l'equip ACB Blancos de Rueda Valladolid equip que en acabar la temporada i degut als seus problemes econòmics, dona la carta de llibertat al jugador
L'agost del 2013, David Navarro arriba a un acord amb el River Andorra. Aquella mateixa temporada l'equip assoleix l'ascens a l'ACB i David Navarro torna a la categoria reina per a destacar com a escorta i base ocasional.
El 2017 va competir amb la selecció d'Andorra durant els Jocs dels Petits Estats d'Europa.